# Pararhabdodon isonensis
Il pararabdodonte (Pararhabdodon isonensis) è un dinosauro erbivoro appartenente agli adrosauridi, o dinosauri a becco d'anatra. Visse nel Cretaceo superiore (Maastrichtiano, circa 70 milioni di anni fa) e i suoi resti fossili sono stati ritrovati in Spagna.

## Descrizione
Questo dinosauro è noto per una varietà di resti incompleti tra cui vertebre, ossa delle zampe, parte della pelvi e una mascella. I resti, benché non sufficienti a ricostruire adeguatamente l'animale, fanno supporre che un esemplare adulto di Pararhabdodon potesse raggiungere i 6 metri di lunghezza. Il corpo doveva probabilmente assomigliare a quello di altri adrosauri, e le vertebre dorsali possedevano estremità allungate tali da far pensare a una bassa "vela" o a un dorso alto, ma la mancanza di un cranio completo non permette una ricostruzione più chiara. Probabilmente Pararhabdodon era un erbivoro semibipede dalla corporatura relativamente snella, con potenti arti posteriori e, forse una cresta ossea sul cranio.

## Classificazione
I resti di questo dinosauro sono stati scoperti per la prima volta nel 1987 in una cava nel nord della Spagna, presso Isona. La prima descrizione, avvenuta nel 1993, vide questo animale come un iguanodonte primitivo: da qui il nome Pararhabdodon ("a fianco di Rhabdodon", un altro iguanodonte primitivo del Cretaceo superiore europeo). Successivamente, con la scoperta di nuovi resti e una ridescrizione, si poté appurare che Pararhabdodon era un rappresentante dei dinosauri a becco d'anatra. 

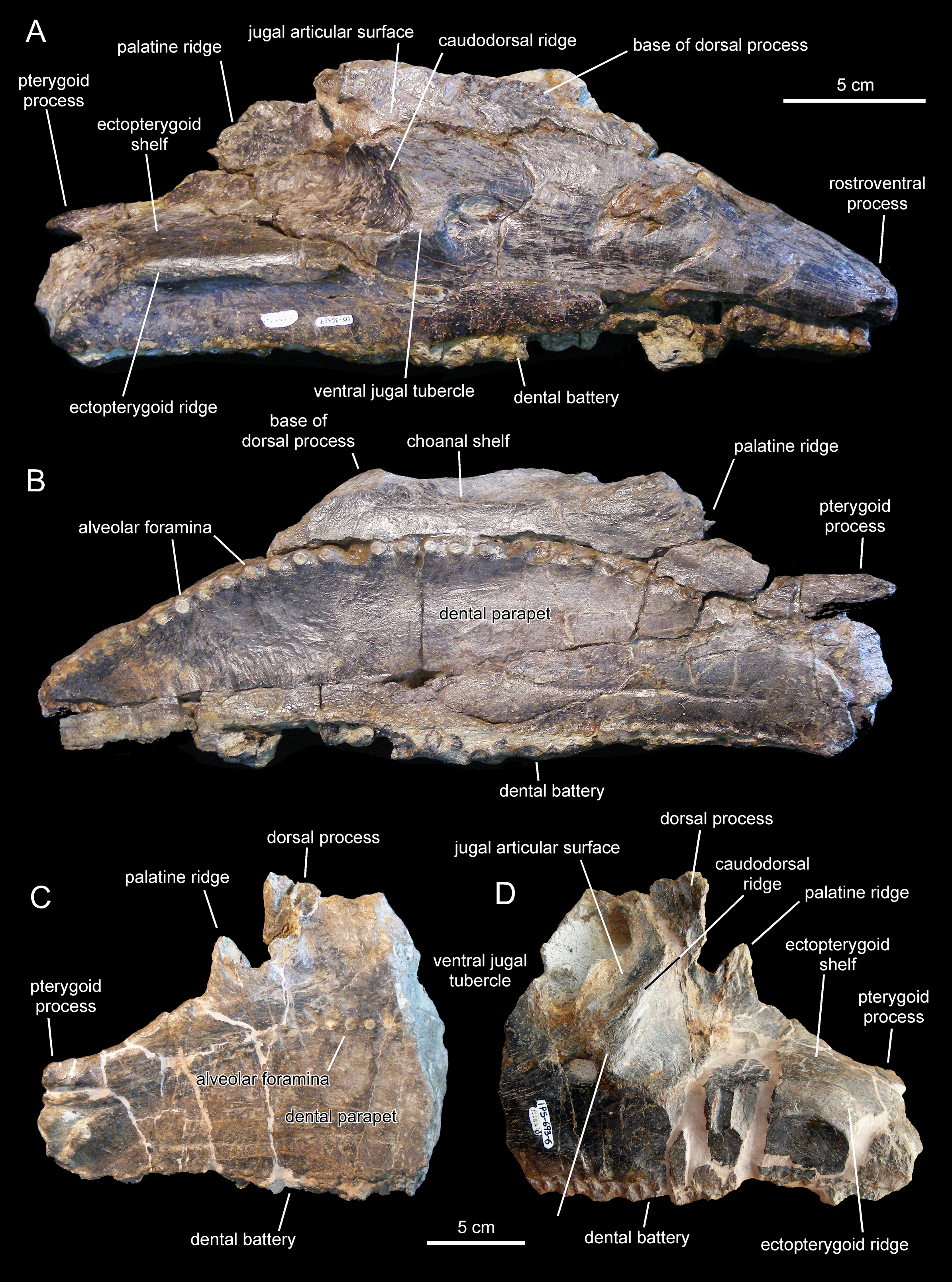
Mascelle di Pararhabdodon isonensis

Altri resti provenienti dalla Francia meridionale (regione dell'Aude) potrebbero appartenere a questo animale. Alcuni studiosi (Head, 2001) considerano Pararhabdodon un adrosauro estremamente primitivo, ma la maggior parte dei paleontologi ritiene che questo animale fosse un rappresentante dei lambeosaurini, adrosauri specializzati dotati di creste ossee sul capo. 
Altri resti inizialmente attribuiti a Pararhabdodon sono stati ridescritti come appartenenti a un altro lambeosauro, Koutalisaurus, ma è probabile che i due generi fossero in realtà lo stesso animale. Uno studio più recente (Prieto-Marquez e Wagner, 2010) considera Pararhabdodon un possibile stretto parente dell'adrosauro cinese Tsintaosaurus.